# Distributed File System
Distributed File System (DFS) — компонент Microsoft Windows, использующийся для упрощения доступа и управления файлами, физически распределёнными по сети. При её использовании файлы, распределённые по серверам, представляются находящимися в одном месте.
DFS может быть реализована двумя способами:
- Распределённая файловая система с изолированным корнем;
- Доменная распределённая файловая система.

## Основные понятия
- Узловой сервер — сервер домена, на котором располагается корень DFS. Можно реплицировать корень DFS, создав корневые целевые папки на других серверах домена. Это обеспечит доступ к файлам при отключении узлового сервера.
- Пространство имен (или корень DFS) — особое имя, используемое пользователями для доступа к файловым ресурсам.
- Целевая папка — общедоступная папка на файловом сервере, к которой происходит доступ.
- Папка — ссылка в пространстве имён, указывающая на целевую папку.

## Преимущества

### Простой доступ к файлам
Распределённая файловая система упрощает доступ к файлам. Пользователи используют единый сетевой ресурс для доступа к файлам, даже если эти файлы физически находятся на разных серверах. Даже если изменится физическое расположение целевой папки, это не повлияет на доступ пользователей к ней. Они смогут обращаться к папке, как раньше, поскольку её видимое расположение не изменится. Пользователям не требуется подключать несколько дисков для доступа к своим файлам. Кроме того, задачи по обслуживанию сервера, обновлению программ и другие, которые обычно требуют отключения сервера, могут выполняться без отключения пользователей от ресурсов. Это особенно полезно для веб-серверов. Выбрав корневой каталог веб-узла в качестве корня DFS, можно перемещать ресурсы в рамках распределённой файловой системы, не нарушая ссылки HTML.

### Доступность
Доменные DFS обеспечивают пользователям доступ к файлам двумя способами.
Во-первых, операционная система Windows Server 2003 автоматически публикует топологию DFS в Active Directory. Благодаря этому пространство имён DFS всегда видимо для пользователей всех серверов в домене.
Во-вторых, администратор может реплицировать корень DFS и целевые папки. Репликация означает дублирование корней и целевых папок DFS на нескольких серверах домена. При этом пользователи всегда могут получить доступ к своим файлам, даже если один из физических серверов, на котором эти файлы находятся, становится недоступным.

### Эффективная загрузка сервера
Корень DFS может поддерживать несколько целевых папок DFS, которые физически распределены по сети. Например, это полезно, если есть файл, который активно используется пользователями. Пользователи будут обращаться к этому файлу не на одном сервере, сильно загружая его, а к файлу, распределённому системой DFS по разным серверам. Однако для пользователей этот файл будет виден в едином месте в сети.

### Безопасность файлов и папок
Поскольку общие ресурсы, управляемые DFS, используют стандартные разрешения NTFS и разрешения общего доступа к файлам, можно использовать существующие группы безопасности и учётные записи пользователей, чтобы гарантировать, что только авторизованные пользователи имеют доступ к важным данным.

## Совместимые архитектуры
| Архитектура                                                      | Размещение клиента DFS                                                   | Размещение корня DFS                |
| ---------------------------------------------------------------- | ------------------------------------------------------------------------ | ----------------------------------- |
| MS-DOS, Windows 3.x, Windows для рабочих групп и серверы NetWare | Нет                                                                      | Нет                                 |
| Windows 95                                                       | Да, необходимо загрузить клиент                                          | Нет                                 |
| Windows 98                                                       | Да, изолированный клиент включён; необходимо загрузить клиент для домена | Нет                                 |
| Windows NT 4.0 и пакет обновления 3                              | Да, изолированный клиент включен                                         | Да, только изолированный корень DFS |
| Windows 2000 и семейство Windows Server 2003                     | Да, клиент включен                                                       | Да, изолированная и доменная DFS    |